# オオアマナ
オオアマナ（大甘菜、学名：Ornithogalum umbellatum）は、キジカクシ科オオアマナ属の多年草。英名は「ベツレヘムの星（英：Star of Bethlehem）」だが、ハナニラなどもこの名称で呼ばれる。花言葉は潔白、純粋、無垢、才能である。

## 概略
欧州からアジア南西部が原産の多年草。4月から5月頃に直径約3cmの白い六弁花が花茎の先に多数咲く。花後には葉は枯れる。11月頃に線状の葉を展開し、その状態のまま越冬する。
日本には観賞用植物として明治末期に渡来した。白い鱗茎を持ち、分球により盛んに繁殖する。耐寒性があり、性質は丈夫。しばしば逸出し、野生化している。
名はアマナに似ていることに由来するが、アマナと異なり有毒植物の為注意が必要。

## 文化
英名の「ベツレヘムの星」は、イエス・キリスト生誕の夜に光り輝いた星に由来する。東方三博士と牧人たちを飼葉桶へ導き、流星のように飛び散った。そして野原の花オオアマナになったとされる。

## ギャラリー

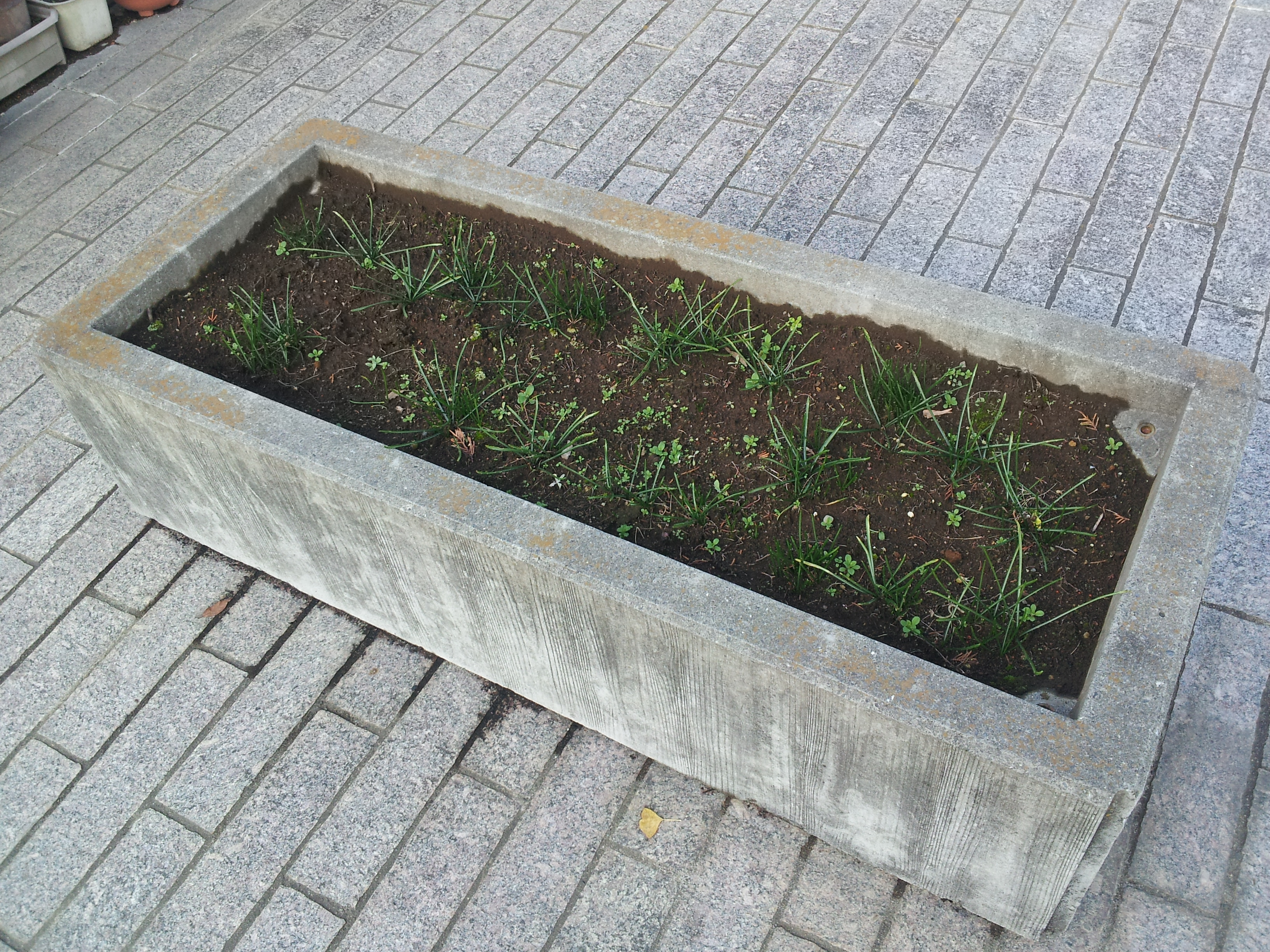
冬季のオオアマナ